# Sinteză Paal-Knorr
Sinteza Paal-Knorr este o reacție organică utilizată pentru sinteza furanilor, pirolilor sau tiofenilor substituiți din 1,4-dicetone analoage structural. Este o metodă valoroasă din punct de vedere sintetic pentru obținerea de furani și piroli substituiți, care sunt componente structurale comune ale multor produși naturali. A fost inițial raportată în mod independent de către chimiștii germani Carl Paal și Ludwig Knorr în 1884 ca metodă de preparare a furanilor și a fost adaptată pentru obținerea de piroli și tiofeni.

## Aplicații
Sinteza furanului necesită un catalizator acid:
La sinteza pirolului participă o amină primară:
La sinteza tiofenului participă pentasulfură de fosfor: